# يافا (فلم)
يافا هو فيلم من نوع دراما أُصدر في 2009. الفيلم من إخراج وسيناريو Keren Yedaya ‏.

## القصة
تقع أحداث الفيلم في تل أبيب. وقصة الفيلم الرئيسية حول الصراع العربي الإسرائيلي.

## طاقم التمثيل
- موريس كوهين  [لغات أخرى]‏
- روي عساف
- Moni Moshonov [الإنجليزية]‏
- حسين ياسين محاجنه  [لغات أخرى]‏
- محمود شلبي
- رونيت القبص
- Dana Ivgy [الإنجليزية]‏
- Irit Nathan Benedek  [لغات أخرى]‏

## الإنتاج
موسيقى الفيلم التصويرية كانت من تأليف Itzik Shushan ‏.

## وصلات خارجية
- مقالات تستعمل روابط فنية بلا صلة مع ويكي بيانات